# Алексеев, Евграф Петрович
Алексеев Евграф Петрович (? — ?) — акмолинский купец, городской голова.

## Биография
Гласный Акмолинской городской думы с 1878 года.
В 1900 году избран акмолинским городским головой. В период правления Е. П. Алексеева в Акмолинске было открыто Мариинское женское училище и выстроено для него новое здание.
Также являлся председателем Общества попечения о народном образовании, директором Попечительного комитета о тюрьмах общества. Член местного комитета Общества Красного Креста и член местного Переселенческого комитета.